# Шелковник
По современной классификации название является устаревшим, все виды рода Шелковник отнесены к роду Лютик (Ranunculus).
Шелко́вник, или водяно́й лю́тик (лат. Batrachium) — подрод растений, входящий в род Лютик (Ranunculus) семейства Лютиковые (Ranunculaceae). Ранее рассматривался в качестве самостоятельного рода. В отличие от других представителей рода, эти растения не содержат ядовитых веществ.

## Ботаническое описание

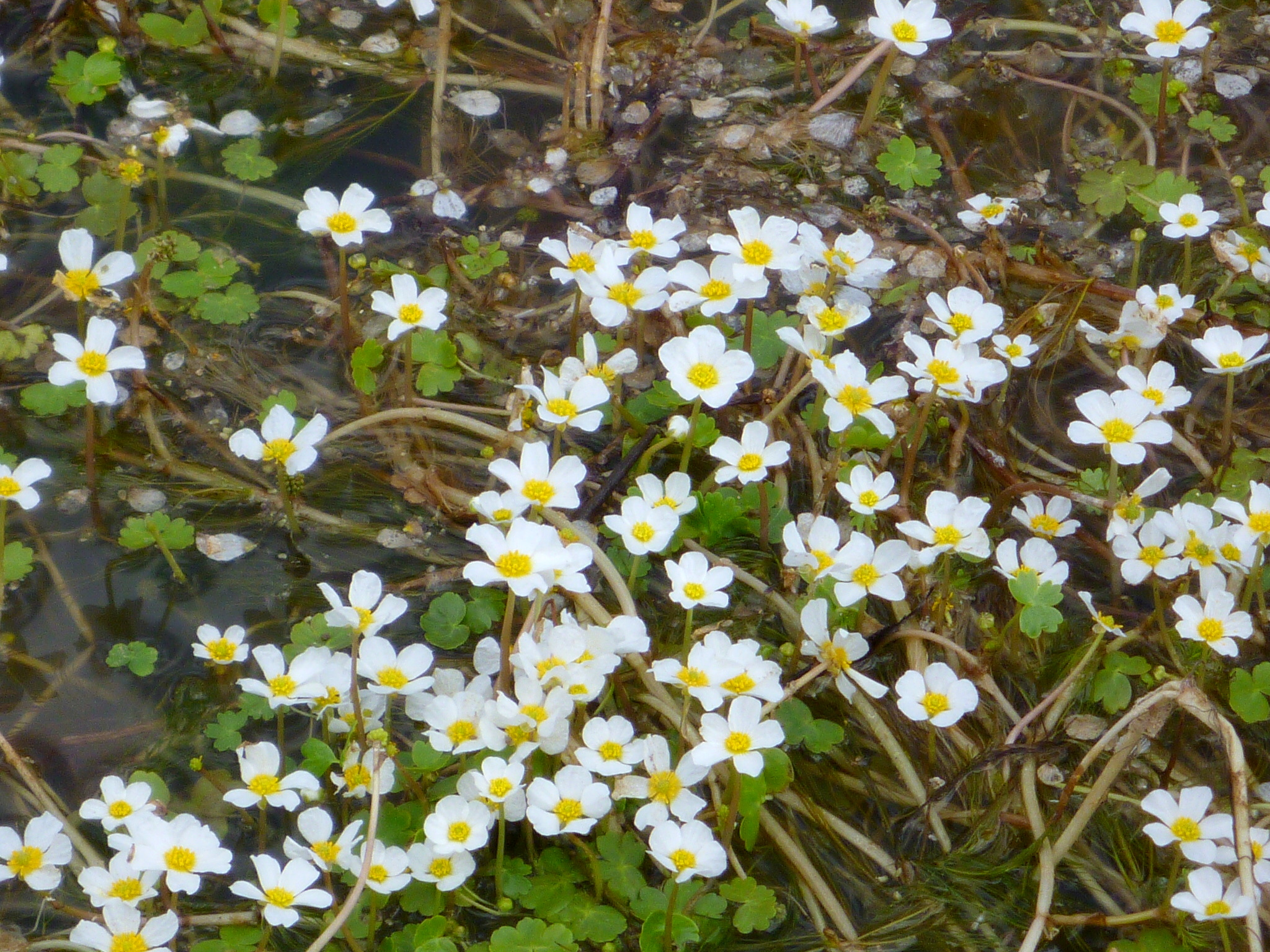
Шелковник водяной

Подрод представлен в основном многолетними травянистыми водными и болотными растениями. Корни шнуровидные. Стебли голые, лишь в основании листьев иногда слабо опушённые. Подводные листья рассечённые на многочисленные узкие нитевидные сегменты, надводные — цельные и вееровидные, дольчатые или сегментированные.
Цветки располагаются супротив листьев. Чашечка состоит из пяти жёлто-зелёных чашелистиков, вскоре после распускания опадает. Венчик из 5 (редко до 8) лепестков белого цвета, при основании у большинства видов желтоватый.
Плод — многоорешек, плодики эллиптической формы, покрытые поперечными морщинками, иногда волосисто-опушённые.

## Таксономия
С молекулярно-филогенетической точки зрения представители подрода вместе с секцией Hecatonia (R. sceleratus, R. hyperboreus) и группами R. collinus/R. lappaceus/R. papulentus и R. haastii/R. crithmifolius образуют кладу.

### Синонимы
- Batrachium (DC.) Gray, 1821
- Ranunculus sect. Batrachium DC., 1817

### Виды
- Ranunculus aquatilis L., 1753 — Шелковник водяной
- Ranunculus baudotii Godr., 1840 — Шелковник Бодо
- Ranunculus circinatus Sibth., 1794 — Шелковник жестколистный
- Ranunculus confervoides (Fr.) Fr., 1845 — Шелковник неукореняющийся
- Ranunculus fluitans Lam., 1779 — Шелковник плавающий
- Ranunculus hederaceus L., 1753 — Шелковник плющевидный
- Ranunculus kauffmanii Clerc, 1878 — Шелковник Кауфмана
- Ranunculus lobbii A.Gray, 1886
- Ranunculus longirostris Godr., 1840
- Ranunculus marinus Fr., 1845 — Шелковник морской
- Ranunculus ololeucos J.Lloyd, 1844
- Ranunculus omiophyllus Ten., 1830
- Ranunculus pachycaulus (Nevski) Luferov, 1997
- Ranunculus peltatus Schrank, 1789 — Шелковник щитовидный
- Ranunculus penicillatus (Dumort.) Bab., 1874 — Шелковник кистелистный
- Ranunculus pseudofluitans (Syme) Newbould ex Baker & Foggitt, 1865 — Шелковник ложноплавучий
- Ranunculus rionii Lagger, 1848 — Шелковник Риона
- Ranunculus setosissimus (A.P.Khokhr.) Luferov, 1994 — Шелковник опушённейший
- Ranunculus sphaerospermus Boiss. & C.I.Blanche, 1856
- Ranunculus subrigidus W.B.Drew, 1936
- Ranunculus trichophyllus Chaix, 1786 — Шелковник волосолистный
- Ranunculus tripartitus DC., 1808
- Ranunculus yezoensis Nakai, 1930 — Шелковник иезский